# Wassenbrunn
Wassenbrunn ist eine Ortschaft in der Gemeinde Ottnang am Hausruck im Bezirk Vöcklabruck, Oberösterreich.
Die Ortschaft nordwestlich von Ottnang befindet sich am Südabfall des östlichen Ausläufers des Hausrucks. Am 1. Jänner 2024 zählte die kleine Ortschaft 16 Einwohner.